# Uncle Tom's Cabin (film 1903 Porter)
Uncle Tom's Cabin è un cortometraggio muto del 1903, prodotto e diretto da Edwin S. Porter.
Si tratta del primo adattamento cinematografico del celebre romanzo di Harriet Beecher Stowe.
Il film è conservato negli archivi della Library of Congress a Washington. La Edison Manufacturing Company si affidò a una delle tante compagnie teatrali che in quegli anni rappresentavano la popolare vicenda nei teatri degli Stati Uniti. Non si hanno però notizie dettagliate sul cast e sui nomi degli interpreti. Come in tutte le versioni prodotte al tempo in teatro e nel cinema muto fino al 1914, i personaggi afroamericani erano interpretati da attori in blackface.
Il film segnò anche dal punto di vista tecnico una tappa importante per l'inusuale lunghezza e l'uso di didascalie ad introdurre ciascuna delle 14 scene.
Quando nella primavera del 1913, la Edison Company annunciò la realizzazione del film , la Lubin Manufacturing Company per battere nel tempo la concorrenza ne fece con gran fretta una propria versione in tutto simile nella struttura ma con un cast diverso. L'operazione poté essere portata a termine perché al tempo non esistevano leggi a difesa del copyright e la popolarità del romanzo era tale che v'erano diverse compagnie teatrali che ne rappresentassero delle versioni sceniche.

## Trama
La famiglia Shelby è in gravi problemi economici. Gli Shelby sono dunque costretti a vendere Tom, un uomo fedele e buono, e il piccolo Harry, di soli 5 anni, a uno spietato mercante di schiavi. Eliza, madre di Harry, scappa con il piccolo. Si ricongiungerà a suo marito George e si rifugeranno tutti in Canada. Tom, invece, si consegna al mercante di schiavi. Conoscerà un padrone generoso con una figlia, la piccola Eva, che considererà Tom come un secondo padre. Il padrone e la figlia muoiono, e Tom è costretto ad avere un nuovo padrone. Questa volta cadrà nelle mani di un uomo spietato, Simon Legree, che lo farà frustare a morte per essersi rifiutato di punire un'altra schiava.

## Produzione
Il film fu prodotto dalla Edison Manufacturing Company.

## Distribuzione
Distribuito dalla Edison Manufacturing Company, il cortometraggio uscì nelle sale cinematografiche statunitensi nel settembre 1903, dopo una première newyorkese allo Huber's Fourteenth Street Museum il 3 agosto dello stesso anno. Il film fu ampiamente diffuso anche a livello internazionale, inclusi Brasile, Grecia, Ungheria, Russia e Venezuela.